# Magnolia calophylla
Espèce
Synonymes
- Dugandiodendron  calophyllum Lozano
- Talauma  calophylla (Lozano) Vázq. Avila

Statut de conservation UICN

 EN B1ab(iii,v) : En danger
Magnolia calophylla est une espèce de plantes à fleurs de la famille des Magnoliacées. C'est un arbre endémique de Colombie.

## Description
C'est un arbre.

## Répartition et habitat
Cette espèce est présente uniquement dans la région de Choco en Colombie. Elle pousse dans la forêt tropicale humide primaire, qui est saisonnièrement inondée.